# Arsenale di Tolone

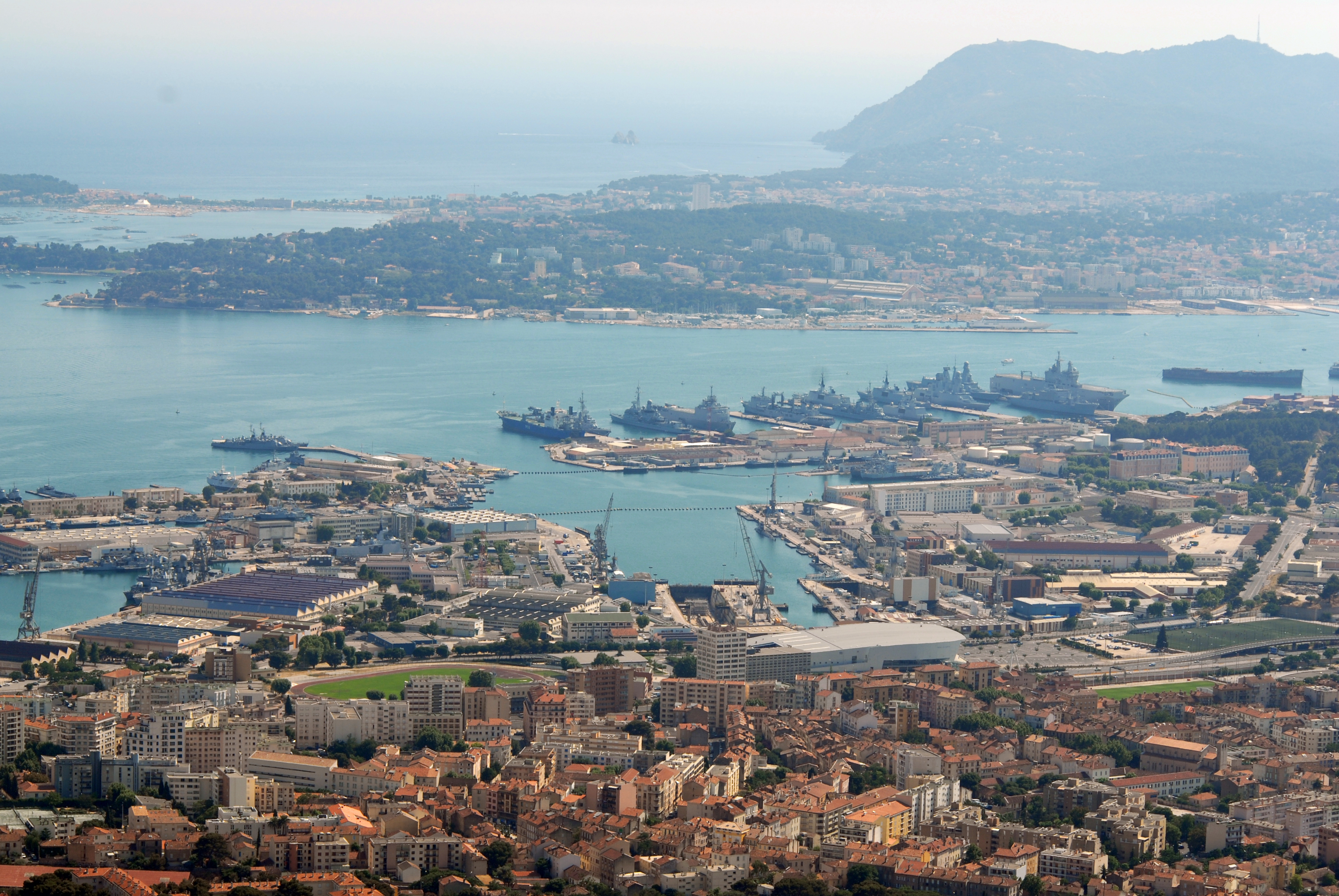
Panorama dell’arsenale di Tolone

L’arsenale di Tolone, situato nell'omonima città della Provenza-Alpi-Costa Azzurra, è tuttora la più importante infrastruttura portuale della Marine nationale, la marina militare francese e seguito da quello di Brest. L’arsenale, in particolare, ospita la portaerei Charles de Gaulle, le BPC Mistral e gli SSN Rubis; oltre il 60% del tonnellaggio della flotta francese è basato a Tolone. A Tolone ha inoltre sede una delle tre prefetture marittime francesi, la Préfecture maritime de la Méditerranée; il prefetto marittimo è anche il comandante in capo per il Mediterraneo (CECMED).

## Storia
La storia moderna del porto, inizia quando Luigi XII costruì la fortezza Tour royale a protezione di Tolone nel 1514. Nel 1599 furono costruiti l’arsenale e un cantiere navale. Il piccolo porto per riparare la Veille Darse fu costruito nel 1604-1610 per proteggere le navi dal vento e dal mare. Il cantiere navale fu notevolmente ampliato dal cardinale Richelieu, che desiderava trasformare la Francia in una potenza navale del Mediterraneo. Nel 1680, Jean-Baptiste Colbert, segretario di Stato della Marina e controllore delle finanze del re Luigi XIV, iniziò a costruire un porto molto più grande, chiamato Dava Vauban o Darse Neuve, e dei cantieri navali, progettati dal suo commissario per le fortificazioni, Vauban.
Nel 1697, Vauban costruì le imponenti corderie: un edificio progettato per la produzione delle corde. Le corderie, ancora esistenti, larghe 20 m e lunghe 320 m, sono state costruite in modo tale che le corde potessero essere allungate per tutta la lunghezza dell'edificio mentre erano attorcigliate. La manodopera per la costruzione delle corde era fornita dai detenuti della prigione adiacente, che camminavano in un enorme tapis roulant. Un cancello trionfale (ora Museo della Marina) fu aggiunto all'Arsenale nel 1738.
Il bacino dell'arsenale fu ampliato ulteriormente nel XIX e nel XX secolo. La costruzione dell'arsenale del Mourillon all'inizio del XVIII secolo fu un ampliamento del principale arsenale di Tolone sulla costa orientale della rada. Fino al XX secolo questa estensione conteneva i magazzini per il legname da usare per costruire la Marina francese. A partire dalla fine del XIX secolo, questo cantiere navale costruì le prime fregate francesi in acciaio e i primi moderni sottomarini.
Invece di unirsi alle forze francesi libere nel Nord Africa ed evitare la cattura da parte dei tedeschi, la flotta francese con base a Tolone si arrese il 27 novembre 1942 per ordine dell'ammiragliato francese. Durante il XX secolo l'arsenale di Mourillon era dedicato principalmente all'attività sommergibilistica come base di sommergibili francesi fino al 1940, poi a quella tedesca dal 1940 al 1945, poi al cantiere navale e al siluro dopo il 1945. L'arsenale fu gravemente danneggiato dai bombardamenti alleati durante la Seconda guerra mondiale, ma da allora è stato ricostruito e modernizzato. Ha undici bacini di carenaggio per la riparazione della nave, dei quali i due più grandi misurano 422 per 40 metri.
L'arsenale non è aperto al pubblico, ma il Museo navale al suo ingresso ha una notevole collezione di enormi modelli di navi del XVIII secolo, usati per addestrare l'erede al trono all'arte marinaresca, così come altri cimeli navali. La costruzione delle Corderie può essere visitata accanto alla strada vicina. I tour in barca partono regolarmente dal lungomare e permettono ai visitatori di osservare le navi della flotta francese.

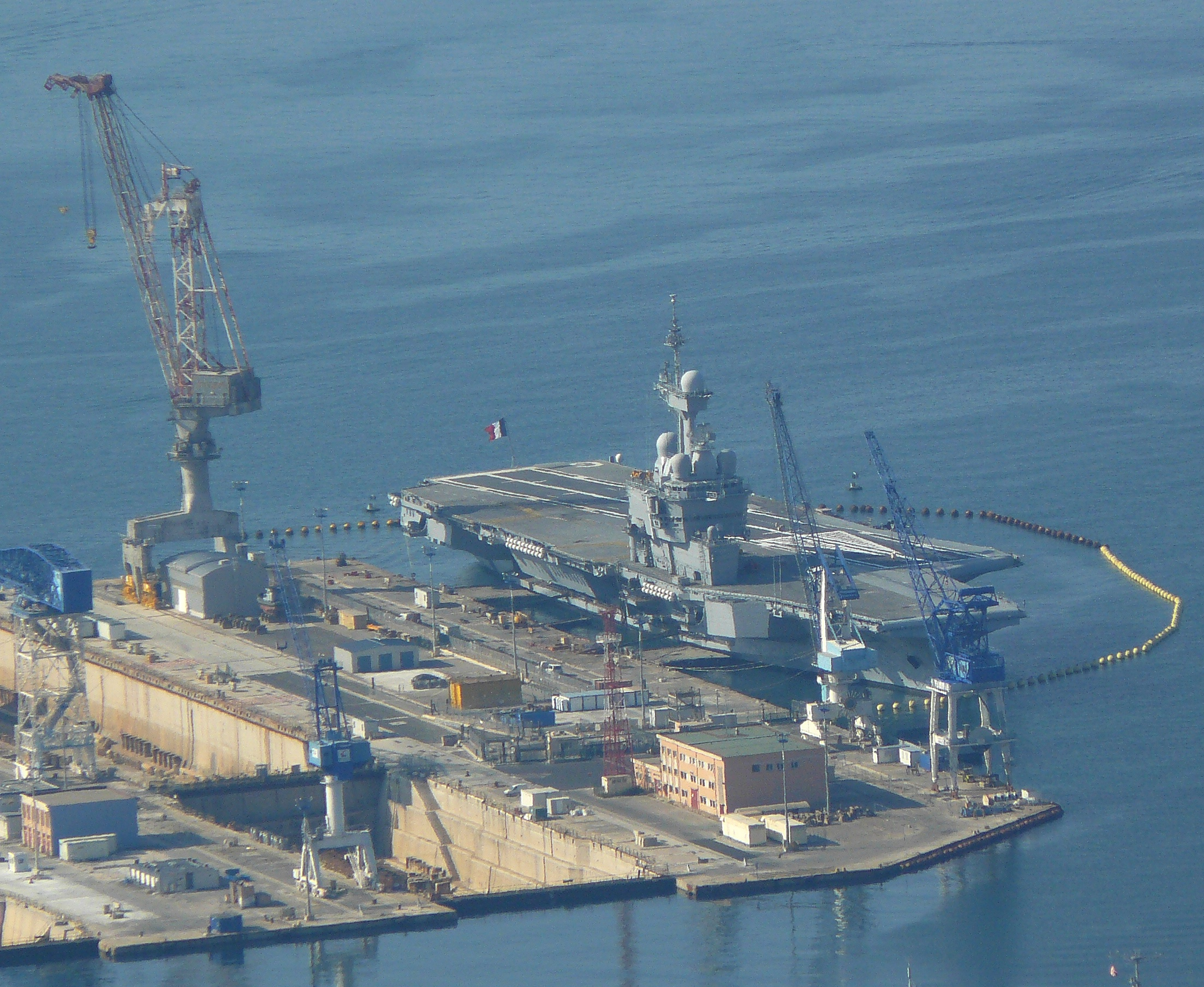
La portaerei Charles de Gaulle all'arsenale di Tolone nel 2009

L'arsenale è ancora oggi il principale porto militare della Marine nationale sede della portaerei Charles de Gaulle, dello squadra sottomarini d'attacco francese, del  comandante in capo per il Mediterraneo, del comando della Aéronautique navale e delle altre navi della flotta del Mediterraneo per oltre il 60% del tonnellaggio complessivo .